# How to Get Away with Murder
How to Get Away with Murder er en amerikansk juridisk drama-serie, der havde premiere på ABC den 25. september 2014 og sluttede den 14. maj 2020. Serien blev skabt af Peter Nowalk, og produceret af Shonda Rhimes og ABC Studios. Serien blev sendt på ABC som en del af et sent aften program, alt sammen under Rhimes' Shondaland produktionsselskab.
Viola Davis spiller rollen som Annalise Keating, juraprofessor ved et prestigefyldt universitet i Philadelphia, der sammen med fem af sine studerende bliver viklet ind i et mord. Serien bød på et cast med Alfred Enoch, Jack Falahee, Aja Naomi King, Matt McGorry og Karla Souza som Keatings elever, Charlie Weber og Liza Weil som hendes medarbejdere og Billy Brown som politimand ved Philadelphia Police Department, der også er Annalises elsker. Fra tredje sæson og frem blev Conrad Ricamora forfremmet til fast rolle efter at have været en tilbagevendende karakter i de to første sæsoner.
Davis modtog stor ros for optræden; hun blev den første sorte kvinde til at vinde en Primetime Emmy Award i kategorien "Outstanding Lead Actress in a Drama Series" og vandt også to Screen Actors Guild Awards i kategorien "Outstanding Performance by a Female Actor in a Drama Series" samt en Image Award for "Outstanding Actress in a Drama Series". Davis har også fået nomineringer til Golden Globe Awards for Best Actress in a Television Series, en Critics' Choice Awards for Best Actress in a Drama Series, og en Television Critics Association ved TCA Awards for Individual Achievement in Drama.
Andre af castet modtog også ros for deres optrædener, da Enoch og King modtog nomineringer fra NAACP Image Awards for "Outstanding Supporting Actor in a Drama Series" og Outstanding Supporting Actress in a Drama Series" ved NAACP Image Awards-prisoverrækkelsen i 2014. Serien modtog også en GLAAD Media Award for i kategorien "Outstanding Drama Series".

## Serieoversigt

### Sæson 1 (2014-15)
Annalise Keating er en højtagtet strafferetsforsvarsadvokat og juraprofessor ved Middleton University i Philadelphia. Hun udvælger hvert år fem af sine førsteårsstuderende til at være praktikanter i hendes firma, dette års er: Wes Gibbins, Connor Walsh, Michaela Pratt, Asher Millstone og Laurel Castillo (kaldes The Keating 5). De arbejder sammen med Annalises medarbejdere, Frank Delfino og Bonnie Winterbottom, en advokat. I den første sæson præsenteres Keatings forskellige klienter, samt viser to relaterede mord gennem både flashbacks og flashforwards: mordet på Lila Stangard, Annelises mands elskerinde og studerende på Middleton, og derefter Sam Keatings mord, Annalises mand, der bliver dræbt af Annalises praktikanter.
De første ni afsnit skifter mellem nutiden og i medias res, der viser hvordan Wes, Connor, Michaela og Laurel skjuler mordet på Sam ved at bortskaffe liget, og tilbageblik der viser detaljerede forløb frem til Sams død, herunder Annalises, på Wes' opfordring, involvering i Lila Stangard-efterforskningen, hvilket får hende til at opdage Sams affære og mistænke ham for at dræbe Lila. I de sidste seks afsnit forsøger Annalise at hjælpe praktikanterne med at dække over Sams mord og på juridisk vis at implicere Sam i Lilas død samt Lilas sidste øjeblikke før hendes død.

### Sæson 2 (2015–16)
De første ni afsnit handler om Annalises forsvar af Caleb og Catherine Hapstall, der blev anklaget for at torturere og myrde deres adoptivforældre. Wes arbejder samtidig på at finde sin nabo/flirt Rebecca Sutter, med hjælp fra Rebeccas plejebror. Connor kæmper med sit forhold til Oliver, mens Asher i skjul samarbejder med den assisterende distriktsanklager Emily Sinclair for at beskytte sine hemmeligheder. I midten af sæsonen bliver Sinclair myrdet, og Annalise hjælper med at dække over det selvom det betyder, at hun må skydes i maven af Wes.
Anden del af sæsonen fokuserer på Wes' undersøgelse af hans mors selvmord ti år tidligere; flashbacks afslører Annalises involvering i Wes' mors selvmord. Sæsonen slutter med, at Annalise finder ud af at Frank var ansvarlig for den bilulykke, der gjorde at hendes barn i maven døde, og Annalise sender ham på porten. Michaela og Asher finder sammen og Wes når kun lige at mødes med sin biologiske far, førend han bliver skudt af en ukendt skytte.

### Sæson 3 (2016–17)
I kølvandet på Wallace Mahoneys død forsøger alle fem af eleverne at komme videre. Et nyt mysterium opstår på grund af nedbrændingen af Annalises hus, og hvem der findes død inde i huset. Begivenhederne op til nedbrændingen involverer Annalises start af en gratis juridisk klinik, mens hun kæmper med sit alkoholforbrug. Oliver begynder at arbejde for Annalise i klinikken og han går fra Connor, da han skammer sig selv over ikke at have støttet Connors optagelse på Stanford. Michaela og Ashers forhold begynder at udvikle sig, det samme gør Wes og Laurels forhold, og Frank forsøger at arbejde sig gennem sin skyldighed for Annalises barns død. Til slut afsløres det, at det var Wes der døde i branden, men også at han blev dræbt før branden. Annalise bliver anholdt for Wes' død. Frank forsøger at hjælpe Annalise ved at tilstå, at det var ham der dræbte Wes. Det afsløres yderligere, at Wes' mord var bestilt af Laurels far, der ikke ville acceptere deres forhold.

### Sæson 4 (2017-18)
I fjerde sæson går Annalise i terapi hos terapeuten, Dr. Isaac Roa, for at afhjælpe hendes alkoholisme. Hun afbryder i første omgang båndet til Bonnie (der har fået job på distriktanklagerens kontor som assisterende distriktsadvokat, der rapporterer til DA Todd Denver) og til praktikanterne, og bruger tiden på at få en kvinde med en lang straffeattest løsladt fra fængslet og iværksætter derefter et større gruppesøgsmål mod staten for uretfærdige og ufuldstændige retssager forårsaget af de underfinansierede offentligt forsvarere. Laurel finder frem til, at det var hendes far, Jorge Castillo, der var ansvarlig for mordet på Wes og udtænker en plan for at stjæle inkriminerende beviser fra hans advokatfirma ved hjælp af Michaela, Oliver, Frank og Asher. Under kuppet skyder deres klassekammerat Simon (Behzad Dabu) ved et uheld sig selv med Laurels pistol, hvilket fører til Ashers arrestation, og Laurel går i for tidlig fødsel efter hun ved et uheld blevet ramt af Frank. Annalise formår at redde Laurels barn. Jorge kræver imidlertid forældremyndigheden over sit barnebarn ved at fremlægge beviser vedrørende Laurels tidligere afhængighed og historie om psykisk sygdom for en dommer. Laurels mor ankommer uventet for at hjælpe Laurel med at kæmpe mod sin far, mens Frank og Bonnie afdækker en mystisk forbindelse mellem Laurels mor og både Wes og hans morder, Dominic. I mellemtiden afsøger Annalise alternative måder at vinde sit gruppesøgsmål på.
Den 3. januar 2018 blev en crossover med Scandal annonceret, som blev sendt 1. marts 2018.

### Sæson 5 (2018–19)
Efter Annalises sejr med gruppesøgsmålet ved Højesteret prøver hun og hendes medarbejdere at starte på nye kapitler i deres liv. Annalise begynder at arbejde hos Caplan & Gold, så hun kan bruge deres ressourcer til sine gruppesøgsmål, mens hun også arbejder i Middleton. Michaela, Connor, Asher og Laurel starter på deres tredje år på jurastudiet og en ny elev, Gabriel Maddox, starter i Annalises klasse. Imens prøver Frank at finde ud af den egentlige grund til, at Maddox kom til Middleton, og Asher slutter sig til Bonnie på DA'ens kontor, da han får praktikplads der. På samme tid begynder Connor og Oliver at planlægge deres bryllup, hvilket ses gennem flashforwards, der afslører at et nyt drab er begået. Guvernør Birkhead står bag heksejagten mod Annalie.

### Sæson 6 (2019–20)
Efter Laurel og Christophers forsvinden og Emmett Crawfords død ved forrige sæsons afslutning forfaldt Annalise helt til alkohol og gemmer sig nu på et afhængighedscenter. Efter at have affundet sig med sine tidligere ugerninger vender hun tilbage lige i tide til at hjælpe sine tilbageværende stjerneelever med deres sidste semester på jurastudiet og prøver at finde Laurel og Christopher. I mellemtiden fortsætter Michaela, Connor og Asher med at lede efter deres ven og hendes søn, mens de forbereder sig på eksamen og den virkelige verden. Imidlertid kommer alle i høj alarmberedskab, da FBI på foranledning af guvernør Birkhead åbner en undersøgelse af Annalise, hendes studerende og hendes medarbejdere, og hvert mord og forseelser i løbet af de sidste seks sæsoner bliver lagt ud i det fri, hvilket tvinger dem til at træffe drastiske valg for overlevelse, der vil ændre deres liv, parforhold og fremtid for altid.

## Cast og karakterer
- Viola Davis som Annalise Keating, en højtagtet strafferetsforsvarsadvokat og juraprofessor ved Middleton University, hvis liv har været fyldt med traumer.
- Billy Brown som Nate Lahey, en politimand fra Philadelphia, der i starten af serien har en affære med Annalise og hjælper Annelise og praktikanterne gennem serien.
- Alfred Enoch som Wes Gibbins (sæson 1-3, gæsteoptrædener i sæson 4 & 6), en jurastuderende og medlem af Annalises gruppe af udvalgte studerende – de såkaldte Keating 5 – og for hvem hun føler sig særligt beskyttende over for. Enoch spiller også Christopher Castillo, Wes og Laurels søn, i seriefinalen.
- Jack Falahee som Connor Walsh, et snedigt og hårdtarbejdende medlem af Keating 5, hvis selvsikre og forførende "alpha gay" ydre tilslører hans usikkerhed.
- Katie Findlay som Rebecca Sutter (sæson 1; gæsteoptræden sæson 2), Wes 'nabo.
- Aja Naomi King som Michaela Pratt, en højtflyvende stræber og medlem af Keating 5, der er fast besluttet på at få et succesrigt liv.
- Matt McGorry som Asher Millstone, medlem af Keating 5 fra en privilegeret WASP-baggrund, der føler sig uden for gruppen.
- Karla Souza som Laurel Castillo (sæson 1-5; tilbagevendende sæson 6), et ressourcestærkt Keating 5-medlem, hvis fjerne, velhavende far er nøglen til et organiseret kriminalitetsimperium.
- Charlie Weber som Frank Delfino, Annalises lejesvend og privatdetektiv.
- Liza Weil som Bonnie Winterbottom, Annalises medarbejder og højre hånd, hvis barndom og ungdom var fyldt med skrækkelige begivenheder.
- Conrad Ricamora som Oliver Hampton (sæson 3-6; tilbagevendende sæson 1-2), en dygtig computerhacker, som Connor forfører og senere gifter sig med.
- Rome Flynn som Gabriel Maddox (sæson 5–6; gæsteoptræden i sæson 4), en mystisk ung mand og håbefuld borgerrettighedsadvokat, der ankommer til Middleton University og ivrig efter at komme ind på livet af Annalise og Keating 5.
- Amirah Vann som Tegan Price (sæson 5–6; tilbagevendende sæson 4), en magtfuld advokat hos Caplan & Gold, firmaet, der repræsenterer Laurels far, og som får følelser for Annalise.
- Timothy Hutton som Emmett Crawford (sæson 5), en administrerende partner hos Caplan & Gold, der forelsker sig Annelise.

## Produktion

### Udvikling
Den 19. august 2013 købte ABC det originale koncept fra Shondaland Productions, produceret af Shonda Rhimes og Betsy Beers. Manuskriptet til pilotafsnittet blev skrevet af supervising produceren fra Greys Hvide Verden, Peter Nowalk. ABC bestilte piloten den 19. december 2013. Den 8. maj 2014 bragte ABC piloten videre i produktion til serie til tv-sæsonen 2014-15. På Television Critics Association Press Tour i juli 2014 blev det annonceret, at How to Get Away with Murder ville være en begrænset serie med kun 15 eller 16 afsnit pr. Sæson. Det formindskede antal afsnittet stammer fra kontrakten, der blevet forhandlet af seriens stjerneskuespiller Viola Davis. Den 9. oktober 2014 bestilte ABC serien i en hel sæson på 15 afsnit.
Serien blev fornyet med en anden sæson den 7. maj 2015 af ABC. Serien kaldte tydeligvis på en anden sæson til tv-sæsonen 2015-16 ud fra en kampagne, der efterfulgte første sæsons finale samt en tidligere udtalelse fra Viola Davis, der bekræftede den nye sæson ved slutningen af optagelserne af første sæson. Den ville indeholde 15 afsnit, ligesom den foregående sæson. Produktionen begyndte den 21. maj 2015, hvor Shonda Rhimes annoncerede på Twitter, at Peter Nowalk og hans forfattere var i fuld gang med at planlægge anden sæson. Premierens tabel read fandt sted den 14. juli 2015 hvor afsnittets titel blev afsløret på samme tid. Entertainment Weekly rapporterede den 23. juli 2015, at identiteten af Rebeccas morder ville blive afsløret i sæsonpremieren. En reklameplakat blev frigivet mere end en måned før sæsonpremieren, den 17. august 2015.
Serien blev fornyet for en tredje sæson den 3. marts 2016 i samme ombæring med flere andre serier af ABC. Det blev meddelt, at den tredje sæson ville få premiere den 22. september 2016. Produktionen begyndte den 27. maj 2016, da showrunner Peter Nowalk annoncerede på Twitter, at forfattergruppen var i fuld gang med at kortlægge og skrive tredje sæson. Tabel readet til premieren skete den 6. juli 2016 og optagelserne startede en uge senere. En reklameplakat, der viser Viola Davis som Annalise Keating blev frigivet den 9. august 2016. ABC frigav en promo for tredje sæson den 29. august 2016.
Serien blev fornyet med en fjerde sæson den 10. februar 2017 af ABC.
Serien blev fornyet for en femte sæson den 11. maj 2018 af ABC, der havde premiere den 27. september 2018.
Den 10. maj 2019 blev serien fornyet for en sjette sæson, der havde premiere den 26. september 2019. Den 11. juli 2019 blev det meldt ud, at den sjette sæson ville være den sidste sæson.

### Manuskript
I et interview med Entertainment Weekly fortalte showrunner Peter Nowalk om, hvad der ville ske i tredje sæson omkring Franks forsvinden, han kommenterede: "Ja, jeg kan se den three piece suit og hårpragten falde fra hinanden. Det er mere, hvad Frank føler om sig selv”. Da han fortalte om tilliden mellem Annalise og Frank, sagde Nowalk: ". . . Frank har to valg: At løbe væk og håbe, at hun aldrig ville fange ham; eller han kan prøve at kæmpe sig tilbage. Det er en lang vej". Charlie Weber kommenterede Franks forsvinden med ordene til Entertainment Weekly: "Jeg tror, at han gemmer sig, og jeg tror, at han er alene. Hvis han har en livline, tror jeg ikke det er Laurel".
Angående Laurel sagde Nowalk, at Laurels baggrund med sin familie ville blive gransket i den kommende sæson, "Jeg føler, at den er meget nærværende. Vi forfattere lovede hinanden, at tingene ikke skulle dingle for længe. Sandsynligheden er ja. Vi har stillet det spørgsmål for mange gange til ikke at besvare heller nu end senere". Michaelas baggrundshistorie ville også blive undersøgt, da Nowalk sagde "Vi har så meget at udforske med hende. Aja er så dygtig. Jeg er bare begejstret for virkelig at fordybe mig i hendes personlige liv næste år". I en tale med The Hollywood Reporter udtalte Nowalk, at serien ville udforske både Annalise og Nates forhold samt begge deres familier.

### Casting
Den 21. januar 2014 var Matt McGorry den første, der blev annonceret som fast cast-medlem, til at spille jurastuderende. Gennem februar og marts 2014 blev andre skuespillere annonceret: Aja Naomi King, Jack Falahee, Alfred Enoch og Karla Souza som jurastuderende; Katie Findlay som studerende som i fritiden er pusher; Charlie Weber som Annelises advokatassistent; Billy Brown som Annelises elsker; den rutinerede skuespiller og producer Tom Verica som Annelises mand; og Liza Weil, som en af professorens to medarbejdere.
Den 25. februar 2014 blev det annonceret, at Shonda Rhimes havde kastet Viola Davis til seriens hovedrolle som professor Annalise Keating. Den 11. august 2014 blev det annonceret, at Orange is the New Black-skuespilleren Alysia Reiner havde tilsluttet sig rollelisten som en anklager overfor Annalise. Den 4. november 2014 blev det annonceret, at Oscar-vinderen Marcia Gay Harden havde sluttet sig til rollelisten i anden halvdel af den første sæson for en tilbagevendende rolle. Den 15. december 2014 blev det annonceret, at Oscar-nominerede og Emmy-vinder Cicely Tyson ville optræde i et afsnit i anden halvdel af sæsonen.
Det blev annonceret den 14. juli 2015, at den anden sæson ville introducere flere nye karakterer, herunder en familie bestående af Caleb, Catherine og Helena Hapstall. Katie Findlay ville vende tilbage for at spille karakteren Rebecca Sutter, der bliver dræbt i finalen i første sæson. Den 22. juli 2015 blev det annonceret, at Kendrick Sampson, kendt fra The Vampire Diaries, ville slutte sig til rollelisten i anden sæson og blive introduceret i sæsonpremieren. 31. juli 2015 blev det annonceret, at Famke Janssen havde sluttet sig til rollelisten som en strålende, æret forsvarsadvokat gennem flere afsnit og først ville optræde i sæsonpremieren.
Matt Cohen blev annonceret den 11. august 2015 for at genoptage rollen som Levi Wescott, der ses som en sexet, kantet arbejderklassefyr. Den 31. august 2015 rapporterede Variety, at Amy Okuda ville have en tilbagevendende rolle, men detaljer om Okudas side blev holdt tilbage. Sherri Saum blev annonceret for at være blevet castet med en gæsteoptræden den 30. september 2015. Den 14. januar 2016 blev det annonceret, at Wilson Bethel, Adam Arkin og Roxanne Hart ville slutte sig til serien for at spille Mahoney-familien. Bethel ville spille Charles Mahoney, den Ivy League-skolet søn, mens Arkin skulle spille Wallace og Hart Sylvia.
Efter finalen af anden sæson blev det annonceret, at Dexter-stjernen Lauren Vélez havde sluttet sig til rollelisten i en tilbagevendende rolle som rektor af Middleton University. Rollen blev beskrevet som "selvsikker, venlig, varm og diplomatisk". Den 6. august 2016 blev det annonceret, at Esai Morales og Amy Madigan skulle optræde som gæstestjerner i tredje sæson. Deadline meddelte den 31. august 2016, at Mary J. Blige havde en gæsteoptræden i tredje sæson.
Den 7. juni 2018 blev det annonceret, at Rome Flynn, der optrådte kort som Gabriel Maddox i slutningen af fjerde sæsons finale, blev forfremmet til birolle i den kommende femte sæson. Den 18. juli blev det rapporteret, at Amirah Vann, der genoptog rollen som Tegan Price i fjerde sæson, også ville slutte sig til den faste rollebesætning i femte sæson. Den 30. juli 2018 blev det annonceret, at Timothy Hutton havde sluttet sig til castet i femte sæson.

### Optagelser
Pilotafsnittet blev filmet i Los Angeles, Californien, ved University of Southern California; i Philadelphia, Pennsylvania; i Bryn Mawr, Pennsylvania, på Bryn Mawr College; og i Collegeville, Pennsylvania ved Ursinus College. Afsnittet blev instrueret af Michael Offer. Produktionen begyndte den 21. maj 2015, hvor Shonda Rhimes annoncerede på Twitter, at Peter Nowalk og hans forfattere var i fuld gang med at kortlægge den anden sæson. Tabel readet til premieren, fandt sted den 14. juli 2015 hvor afsnittets titel blev afsløret på samme tid.

## Modtagelse

### Anmeldelser
Den første sæson af How to Get Away with Murder modtog positive anmeldelser, hvor rosen hovedsageligt gik til Viola Davis. På Rotten Tomatoes har den en godkendelsesvurdering på 85 % baseret på 56 anmeldelser med en gennemsnitlig bedømmelse på 7,11/10. Webstedets kritiske konsensus lyder: " How to Get Away with Murder har ikke et originalt koncept, men det leverer spænding med melodramatiske vendinger og er fængslende anført". Metacritic gav den første sæson en score på 68 ud af 100, baseret på 30 kritikere, hvilket angiver "generelt gode anmeldelser".
Mary McNamara fra Los Angeles Times skrev om Viola Davis' præstation: "... alles øjne er rettet mod Davis, den Tony-vinderen og Oscar-nominerede. På magnetisk og skræmmende vis skaber Davis skaber en uforsonlig overflade, hvorunder alle former for frygt og forskrækkelse skinner igennem. Begær og frygt, sikkerhed, selvtvivl og beslutsomhed fremkaldes på et øjeblik med et blik, en sænkning af et øjenlåg og derefter forsvundet som om de aldrig var der".  Entertainment Weekly Melissa Maerz beskrev Davis' præstation som "stærkt i alle lag". David Hinckle, fra New York Daily News, sagde, at serien ikke er sjov i modsætning til Rhimes' andre serier, Greys Hvide Verden og Scandal. Frazier Moore, Associated Press, skrev, at serien "lover at være kringlet, ond, mørk og sjov. Og heri optræder Viola Davis, der bringer liv til en karakter af endeløse beregninger og mystik".
Den anden sæson modtog også positive anmeldelser. På Rotten Tomatoes har den en godkendelsesvurdering på 93 % baseret på 87 anmeldelser med en gennemsnitlig vurdering på 8,19/10. Webstedets kritiske konsensus lyder på: "At bruge en stærkere fortælling i denne sæson, afgiver How to Get Away with Murder mere usandsynlige stød og højere indsatser i blandingen og tilføjer vanvittigt brændstof til en vanedannende ild". Lesley Brock, Paste Magazine, roste den anden sæson med at skrive: "Jeg havde ikke troet at How to Get Away with Murder ville vende alle andre ABC-seriers plotlinjer på hovedet og de har vist, at intet er umuligt, som at kaste incest i en allerede tilfældig blanding". Brock gav sæsonen en score på 9 ud af 10. Kyle Anderson, Entertainment Weekly, skrev, at med Davis i front kan serien slippe af sted med alt.
Den tredje sæson, igen, fik også positive anmeldelser. På Rotten Tomatoes har den en rating på 90% baseret på 30 anmeldelser med en gennemsnitlig vurdering på 7,52/10. Webstedets kritiske konsensus lyder: "Spændt og stramt, How to Get Away with Murder fortsætter med at intensivere sit spil."

### Udmærkelser
Første sæson af serien modtog prisen "Television Program of the Year" af American Film Institute og vandt "Outstanding Drama Series" ved de 46. NAACP Image Awards og de 26. GLAAD Media Awards. Serien blev også nomineret til prisen "Favorite New TV Drama" ved de 41. People's Choice Awards og til "TV Drama of the Year" ved GALECA-prisuddelingen. I 2016 blev anden sæson nomineret til "Outstanding Drama Series" ved de 47. NAACP Image Awards, "Favorite Network TV Drama" ved de 42. People's Choice Awards og til "Outstanding Drama Series" ved de 27. GLAAD Media Awards.
Viola Davis blev den første sorte kvinde til at vinde en Primetime Emmy Award i kategorien "Outstanding Lead Actress in a Drama Series", hvor hun også vandt to Screen Actors Guild Awards i kategorien "Outstanding Performance in a Drama Series" og en NAACP Image Awards i kategorien "Outstanding Actress in a Drama Series". Davis modtog også Golden Globe-nomineringer for "Best Actress in a Television Series", Critics' Choice Awards for "Best Actress in a Drama Series", samt en Television Critics Association ved TCA Awards for "Individual Achievement in Drama". Andre castmedlemmer har modtaget anerkendelser for deres optrædener, med Alfred Enoch og Aja Naomi King der har modtaget nomineringer af NAACP i "Outstanding Supporting Actor in a Drama Series" og i "Outstanding Supporting Actress in a Drama Series" ved NAACP Image Awards. Cicely Tyson blev nomineret til en "Outstanding Guest Actress" ved Primetime Emmy Awards i 2015. Glynn Turman blev nomineret til en "Outstanding Guest Actor" ved Primetime Emmy Awards-uddelingen i 2019. 

| År   | Pris                              | Kategori                                                    | Nominerede                                                         | Resultat  | Ref.    |
| ---- | --------------------------------- | ----------------------------------------------------------- | ------------------------------------------------------------------ | --------- | ------- |
| 2014 | American Film Institute Awards    | Television Program of the Year                              | How to Get Away with Murder                                        | Vundet    | [ 80 ]  |
| 2015 | BET Awards                        | Best Actress                                                | Viola Davis                                                        | Nomineret | [ 81 ]  |
| 2015 | Critics' Choice Television Awards | Best Actress in a Drama Series                              | Viola Davis                                                        | Nomineret | [ 82 ]  |
| 2015 | Critics' Choice Television Awards | Best Guest Performer in a Drama Series                      | Cicely Tyson                                                       | Nomineret | [ 82 ]  |
| 2015 | GALECA Award                      | TV Drama of the Year                                        | How to Get Away with Murder                                        | Nomineret | [ 83 ]  |
| 2015 | GALECA Award                      | TV Performance of the Year - Actress                        | Viola Davis                                                        | Nomineret | [ 83 ]  |
| 2015 | GLAAD Media Awards                | Outstanding Drama Series                                    | How to Get Away with Murder                                        | Vundet    | [ 84 ]  |
| 2015 | Golden Globe Awards               | Best Actress in a Television Series – Drama                 | Viola Davis                                                        | Nomineret | [ 85 ]  |
| 2015 | NAACP Image Awards                | Outstanding Drama Series                                    | How to Get Away with Murder                                        | Vundet    | [ 86 ]  |
| 2015 | NAACP Image Awards                | Outstanding Actress in a Drama Series                       | Viola Davis                                                        | Vundet    | [ 86 ]  |
| 2015 | NAACP Image Awards                | Outstanding Supporting Actor in a Drama Series              | Alfred Enoch                                                       | Nomineret | [ 86 ]  |
| 2015 | NAACP Image Awards                | Outstanding Supporting Actress in a Drama Series            | Aja Naomi King                                                     | Nomineret | [ 86 ]  |
| 2015 | NAACP Image Awards                | Outstanding Writer for a Drama Series                       | Erika Green Swafford (Episode: "Let's Get to Scooping")            | Vundet    | [ 86 ]  |
| 2015 | OFTA Television Award             | Best Actress in a Drama Series                              | Viola Davis                                                        | Nomineret | [ 87 ]  |
| 2015 | People's Choice Awards            | Favorite Actress In A New TV Series                         | Viola Davis                                                        | Vundet    | [ 88 ]  |
| 2015 | People's Choice Awards            | Favorite New TV Drama                                       | How to Get Away with Murder                                        | Nomineret | [ 88 ]  |
| 2015 | Primetime Emmy Awards             | Outstanding Lead Actress in a Drama Series                  | Viola Davis                                                        | Vundet    | [ 89 ]  |
| 2015 | Primetime Emmy Awards             | Outstanding Guest Actress in a Drama Series                 | Cicely Tyson                                                       | Nomineret | [ 89 ]  |
| 2015 | Screen Actors Guild Awards        | Outstanding Performance by a Female Actor in a Drama Series | Viola Davis                                                        | Vundet    | [ 90 ]  |
| 2015 | TCA Awards                        | Individual Achievement in Drama                             | Viola Davis                                                        | Nomineret | [ 91 ]  |
| 2016 | Artios Awards                     | Casting, Television Pilot: Drama                            | Linda Lowy, Diane Heery, Jason Loftus, Jamie Castro                | Nomineret | [ 92 ]  |
| 2016 | Critics' Choice Television Awards | Best Actress in a Drama Series                              | Viola Davis                                                        | Nomineret | [ 93 ]  |
| 2016 | BET Awards                        | Best Actress                                                | Viola Davis                                                        | Nomineret |         |
| 2016 | GLAAD Media Awards                | Outstanding Drama Series                                    | How to Get Away with Murder                                        | Nomineret | [ 94 ]  |
| 2016 | Gold Derby Awards                 | Best Drama Actress                                          | Viola Davis                                                        | Nomineret | [ 95 ]  |
| 2016 | Gold Derby Awards                 | Best Drama Guest Actress                                    | Famke Janssen                                                      | Nomineret | [ 95 ]  |
| 2016 | Golden Globe Awards               | Best Actress in a Television Series – Drama                 | Viola Davis                                                        | Nomineret | [ 96 ]  |
| 2016 | NAACP Image Awards                | Entertainer of the Year                                     | Viola Davis                                                        | Nomineret | [ 97 ]  |
| 2016 | NAACP Image Awards                | Outstanding Drama Series                                    | How to Get Away with Murder                                        | Nomineret | [ 97 ]  |
| 2016 | NAACP Image Awards                | Outstanding Actress in a Drama Series                       | Viola Davis                                                        | Nomineret | [ 97 ]  |
| 2016 | NAACP Image Awards                | Outstanding Supporting Actor in a Drama Series              | Alfred Enoch                                                       | Nomineret | [ 97 ]  |
| 2016 | NAACP Image Awards                | Outstanding Supporting Actress in a Drama Series            | Cicely Tyson                                                       | Nomineret | [ 97 ]  |
| 2016 | NAACP Image Awards                | Outstanding Writer for a Drama Series                       | Erika Green Swafford, Doug Stockstill (Episode: "Mama's Here Now") | Nomineret | [ 97 ]  |
| 2016 | People's Choice Awards            | Favorite Dramatic TV Actress                                | Viola Davis                                                        | Nomineret | [ 98 ]  |
| 2016 | People's Choice Awards            | Favorite Network TV Drama                                   | How to Get Away with Murder                                        | Nomineret | [ 98 ]  |
| 2016 | Primetime Emmy Awards             | Outstanding Lead Actress in a Drama Series                  | Viola Davis                                                        | Nomineret | [ 89 ]  |
| 2016 | Screen Actors Guild Awards        | Outstanding Performance by a Female Actor in a Drama Series | Viola Davis                                                        | Vundet    | [ 99 ]  |
| 2017 | Black Reel Television Awards      | Outstanding Actress, Drama Series                           | Viola Davis                                                        | Nomineret | [ 100 ] |
| 2017 | Black Reel Television Awards      | Outstanding Guest Actress, Drama Series                     | Angela Robinson (Episode: "There Are Worse Things Than Murder")    | Nomineret | [ 100 ] |
| 2017 | NAACP Image Awards                | Outstanding Actress in a Drama Series                       | Viola Davis                                                        | Nomineret | [ 101 ] |
| 2017 | Primetime Emmy Awards             | Outstanding Lead Actress in a Drama Series                  | Viola Davis                                                        | Nomineret | [ 89 ]  |
| 2017 | Primetime Emmy Awards             | Outstanding Guest Actress in a Drama Series                 | Cicely Tyson                                                       | Nomineret | [ 89 ]  |
| 2018 | Black Reel Television Awards      | Outstanding Guest Actress, Drama Series                     | Cicely Tyson                                                       | Nomineret | [ 100 ] |
| 2018 | NAACP Image Awards                | Outstanding Actress in a Drama Series                       | Viola Davis                                                        | Nomineret | [ 102 ] |
| 2018 | Primetime Emmy Awards             | Outstanding Guest Actress in a Drama Series                 | Cicely Tyson                                                       | Nomineret | [ 89 ]  |
| 2019 | BET Awards                        | Best Actress                                                | Viola Davis                                                        | Nomineret |         |
| 2019 | NAACP Image Awards                | Outstanding Actress in a Drama Series                       | Viola Davis                                                        | Nomineret | [ 103 ] |
| 2019 | NAACP Image Awards                | Outstanding Drama Series                                    | How to Get Away with Murder                                        | Nomineret | [ 103 ] |
| 2019 | NAACP Image Awards                | Outstanding Guest Actor or Actress in a Television Series   | Kerry Washington                                                   | Vundet    | [ 103 ] |
| 2019 | Primetime Emmy Awards             | Outstanding Lead Actress in a Drama Series                  | Viola Davis                                                        | Nomineret | [ 89 ]  |
| 2019 | Primetime Emmy Awards             | Outstanding Guest Actor in a Drama Series                   | Glynn Turman                                                       | Nomineret | [ 89 ]  |
| 2019 | Primetime Emmy Awards             | Outstanding Guest Actress in a Drama Series                 | Cicely Tyson                                                       | Nomineret | [ 89 ]  |
| 2020 | Black Reel Television Awards      | Outstanding Actress, Drama Series                           | Viola Davis                                                        | Nomineret | [ 100 ] |
| 2020 | Black Reel Television Awards      | Outstanding Guest Actress, Drama Series                     | Cicely Tyson                                                       | Vundet    | [ 100 ] |
| 2020 | NAACP Image Awards                | Outstanding Actress in a Drama Series                       | Viola Davis                                                        | Nomineret | [ 104 ] |
| 2020 | Primetime Emmy Awards             | Outstanding Guest Actress in a Drama Series                 | Cicely Tyson                                                       | Nomineret | [ 89 ]  |
| 2021 | BET Awards                        | Best Actress                                                | Viola Davis                                                        | Nomineret | [ 105 ] |
| 2021 | NAACP Image Awards                | Outstanding Actress in a Drama Series                       | Viola Davis                                                        | Vundet    | [ 106 ] |

## Home media
Sæson 1 og 2 er udgivet på DVD og Netflix har i øjeblikket alle seks sæsoner tilgængelige (hver sæson er tilføjet en måned efter sin finale efter aftale med ABC Studios). De sidste fem afsnit, der blev sendt på ABC, kunne se på Hulu dagen efter deres premiere. Derudover kan enkelte episoder købes hos de fleste online videoforhandlere, herunder iTunes.